# Aston Martin
Aston Martin Limited — британский производитель престижных спортивных автомобилей. У истоков марки стояли Лайонел Мартин и Роберт Бэмфорд. Штаб-квартира находится в Гейдоне, Уорикшир. Название компании происходит от названия холма Астон-Клинтон, где один из создателей, Лайонел Мартин, одержал в 1913 году победу в гонке на Singer-10. С 1994 года являлся частью Premier Automotive Group — подразделения Ford Motor Company, однако в августе 2006 года Ford опубликовал намерение продать компанию Aston Martin. Во II квартале 2007 года Ford Motor Company продала Aston Martin консорциуму инвесторов во главе с владельцем компании Prodrive, давним поклонником и коллекционером автомобилей Aston Martin Дэвидом Ричардсом. Сумма сделки составила 925 млн $. В декабре 2012 года частный инвестиционный фонд Investindustrial вложил в фирму 120 миллионов фунтов стерлингов в обмен на 37,5 % акций. В 2013 году Aston Martin подписала договор о стратегическом партнёрстве с немецким автопроизводителем Daimler AG, соглашение предусматривает совместную разработку нового двигателя V8 и помощь в создании автомобилей Aston Martin следующего поколения.

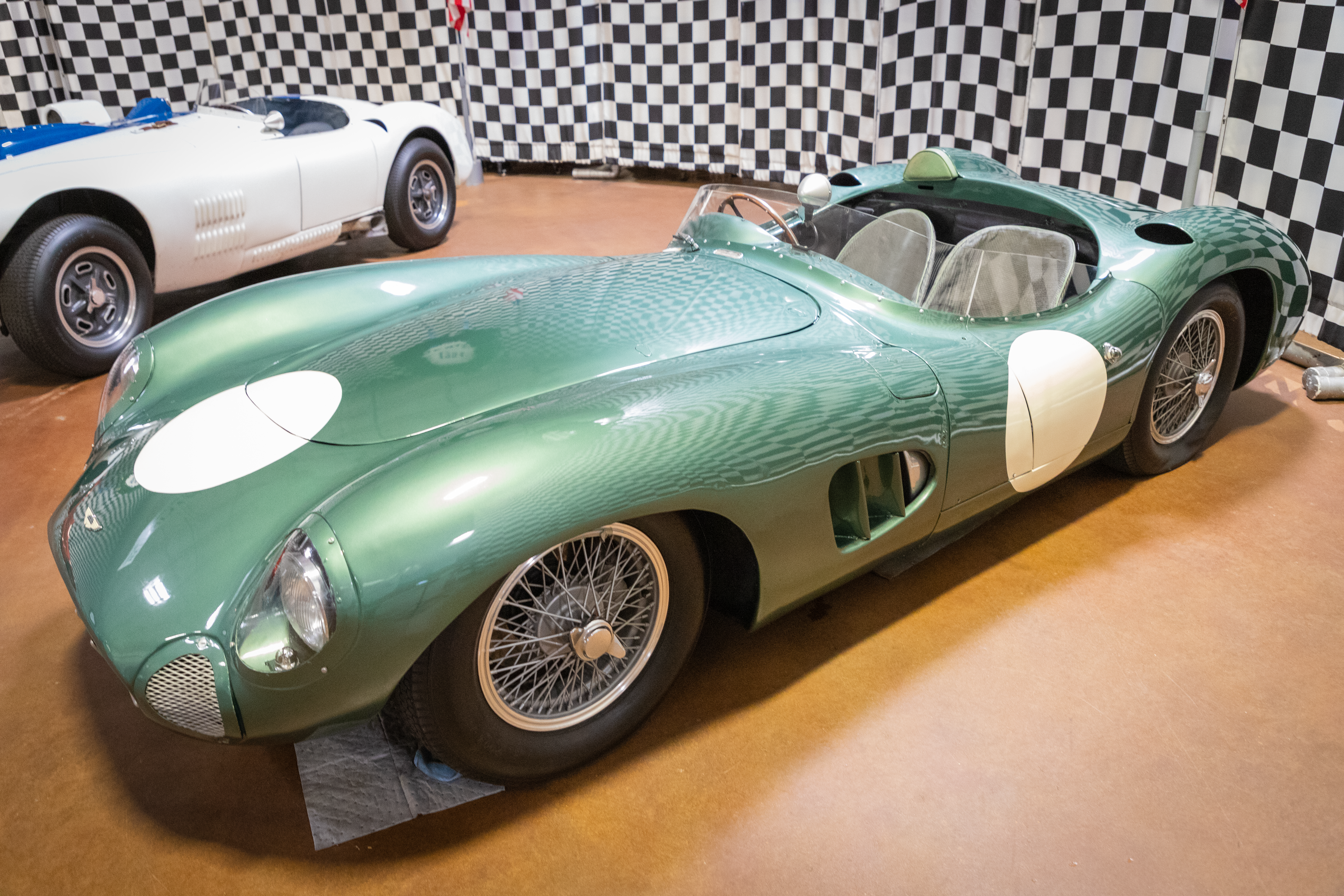
Aston Martin DBR1/300

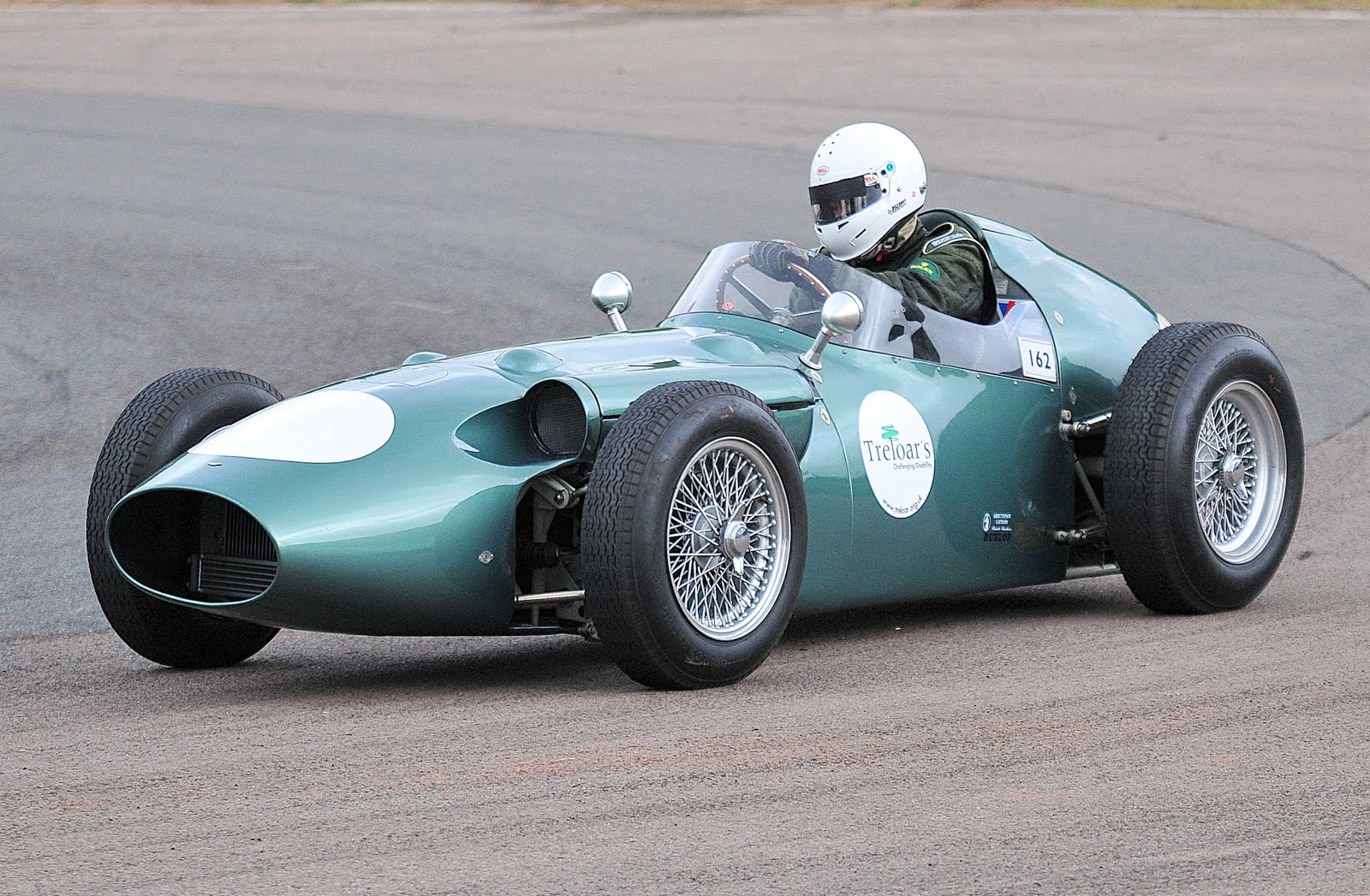
Aston Martin DBR4

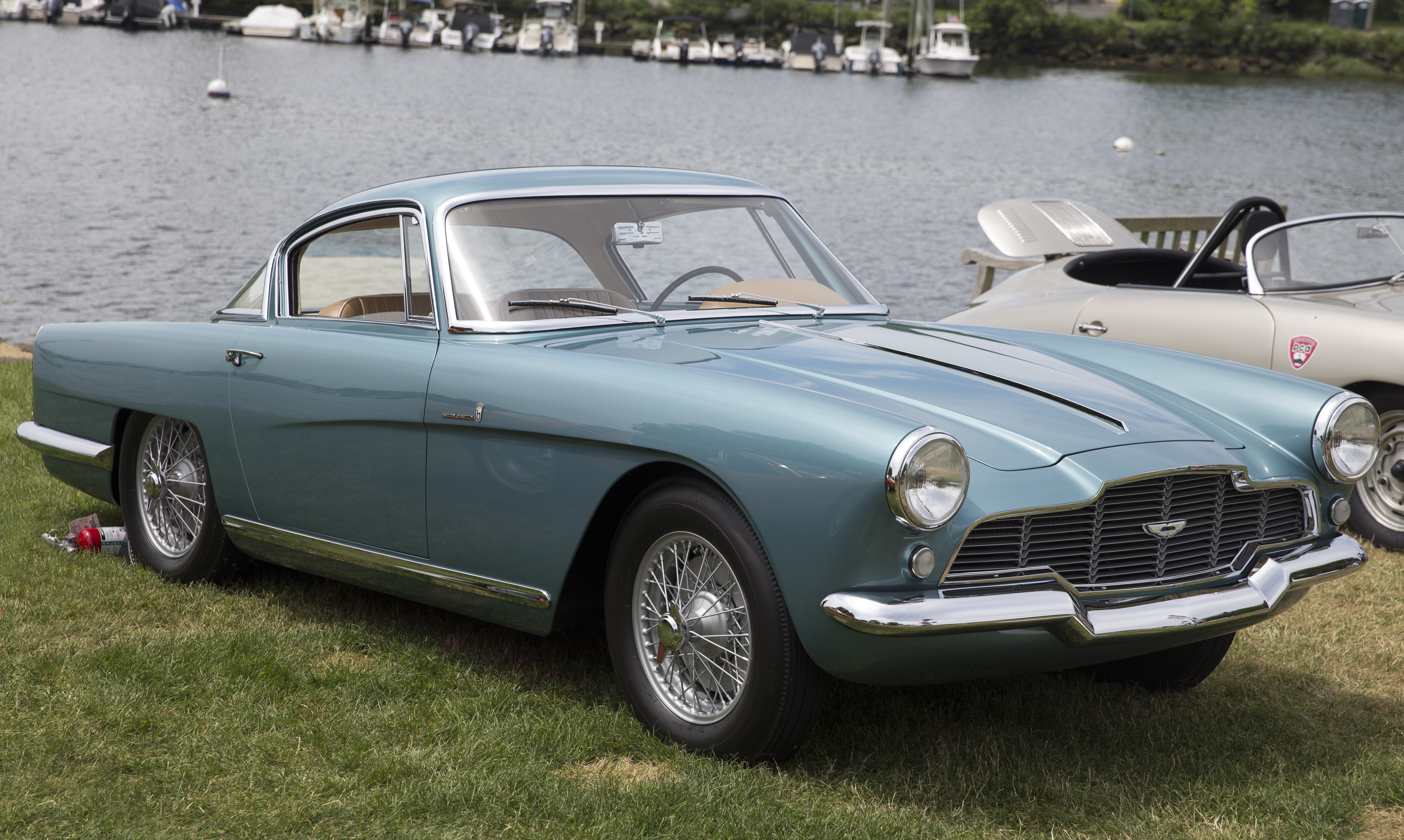
Aston Martin DB2/4 Coupé Bertone

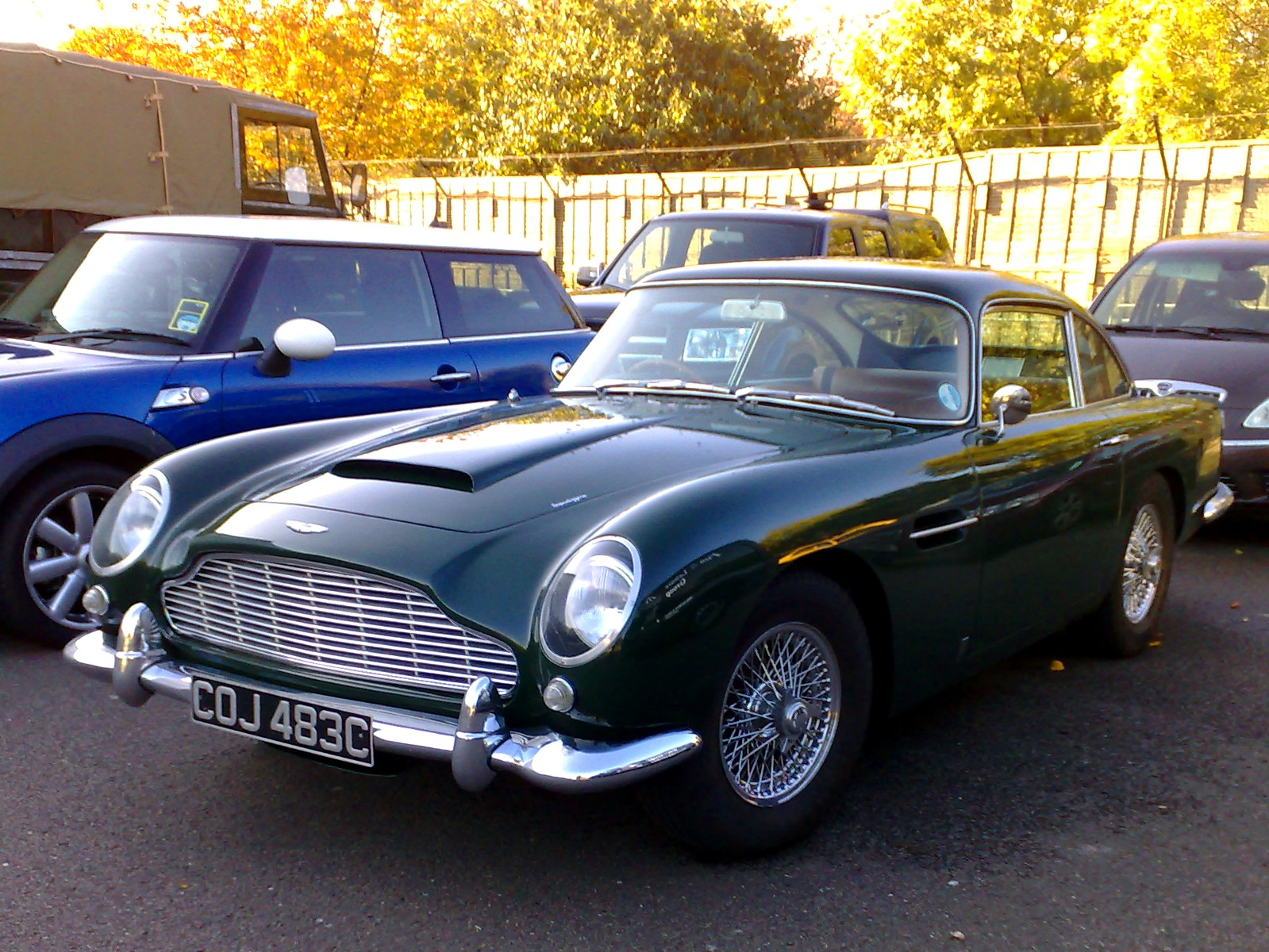
Aston Martin DB5

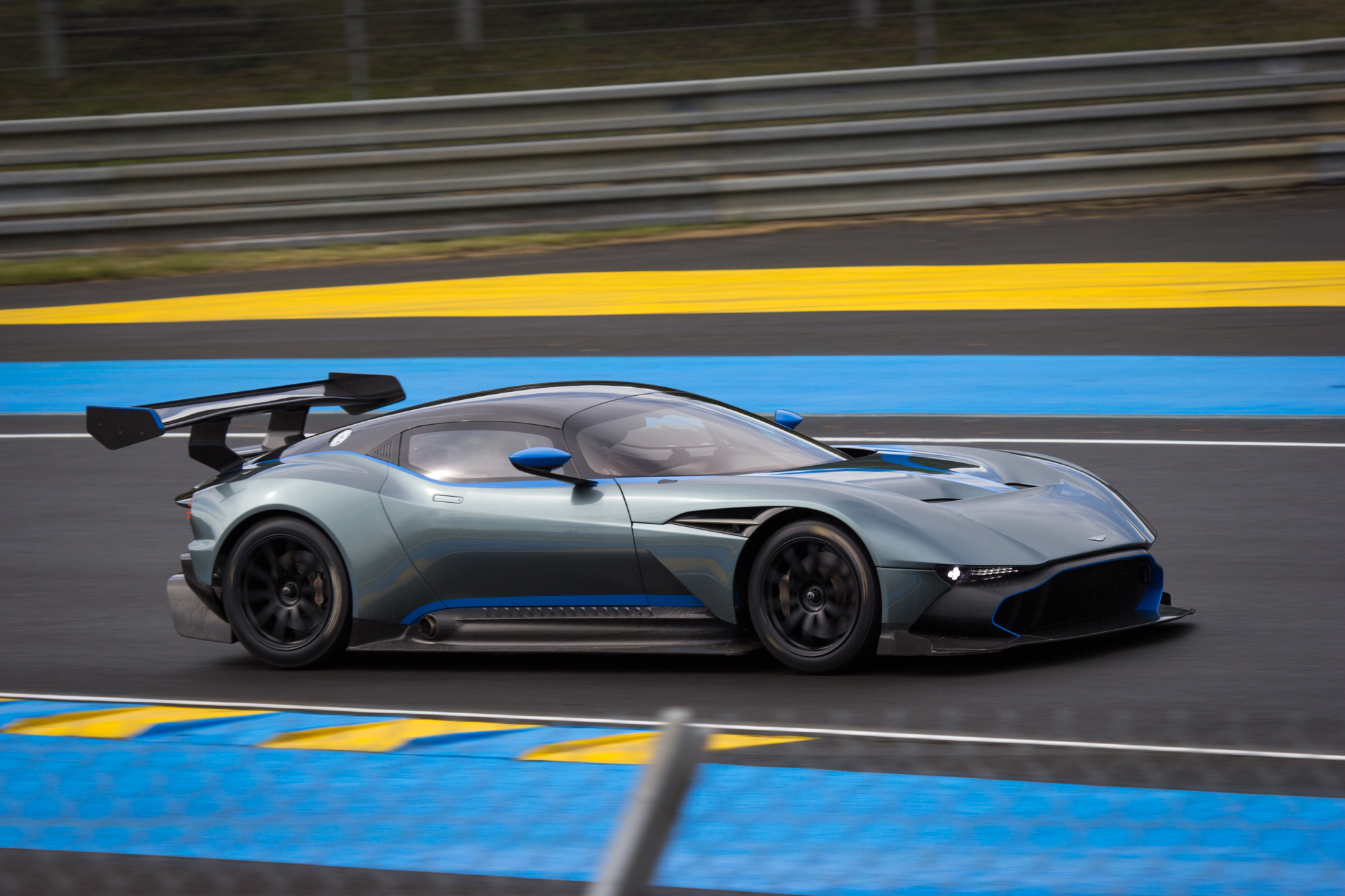
Aston Martin Vulcan

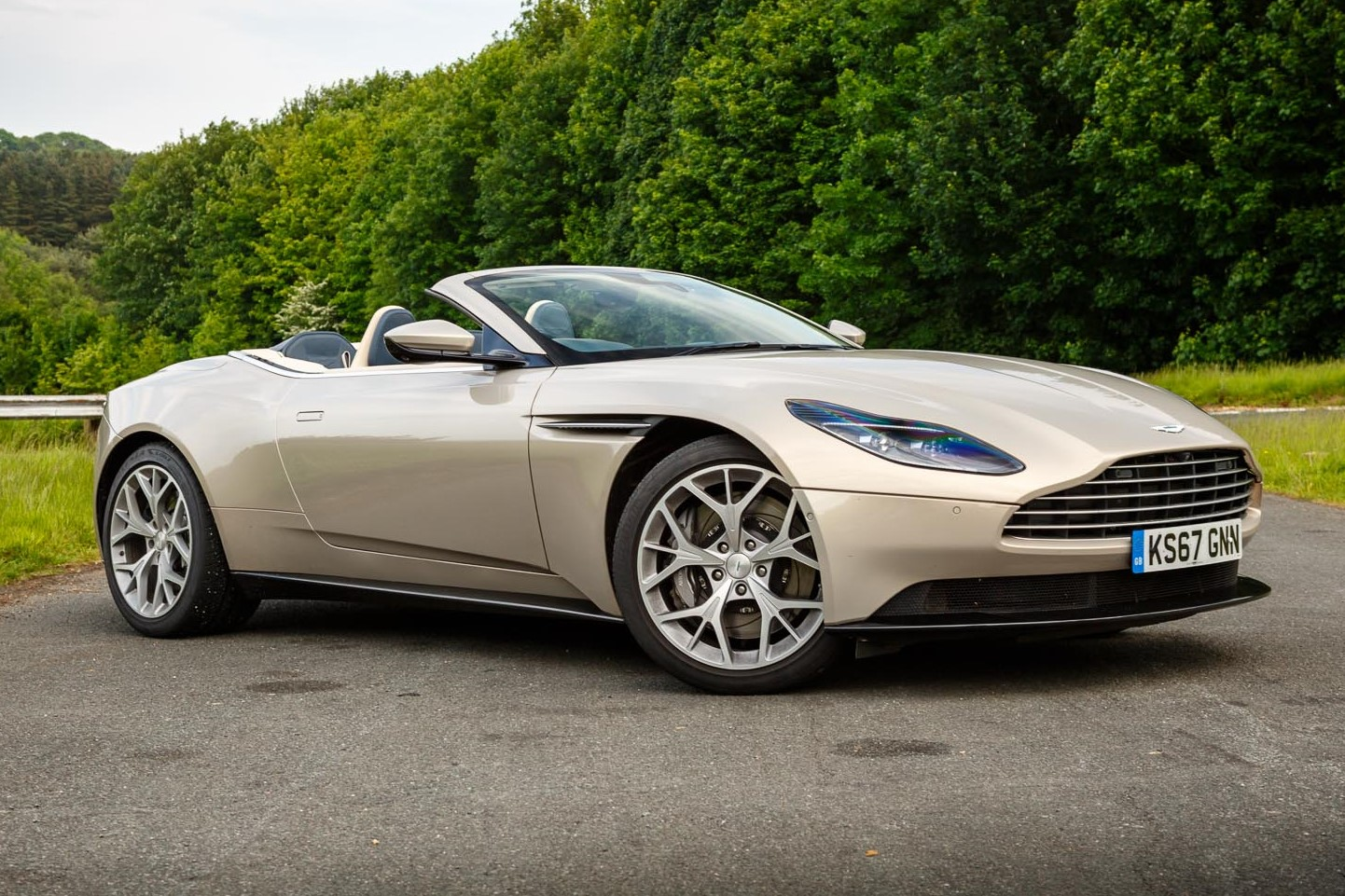
Aston Martin DB11

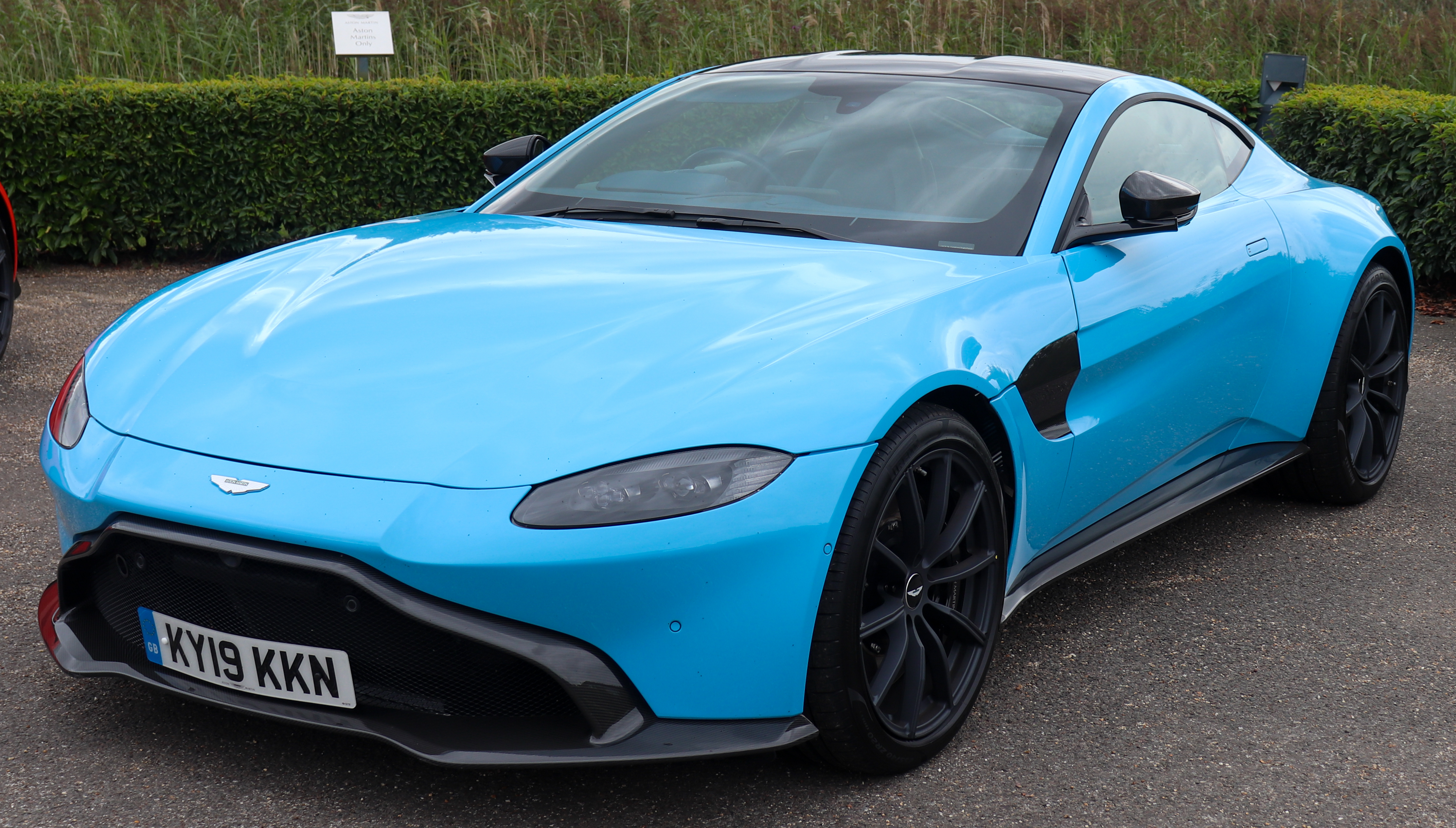
Aston Martin Vantage V8

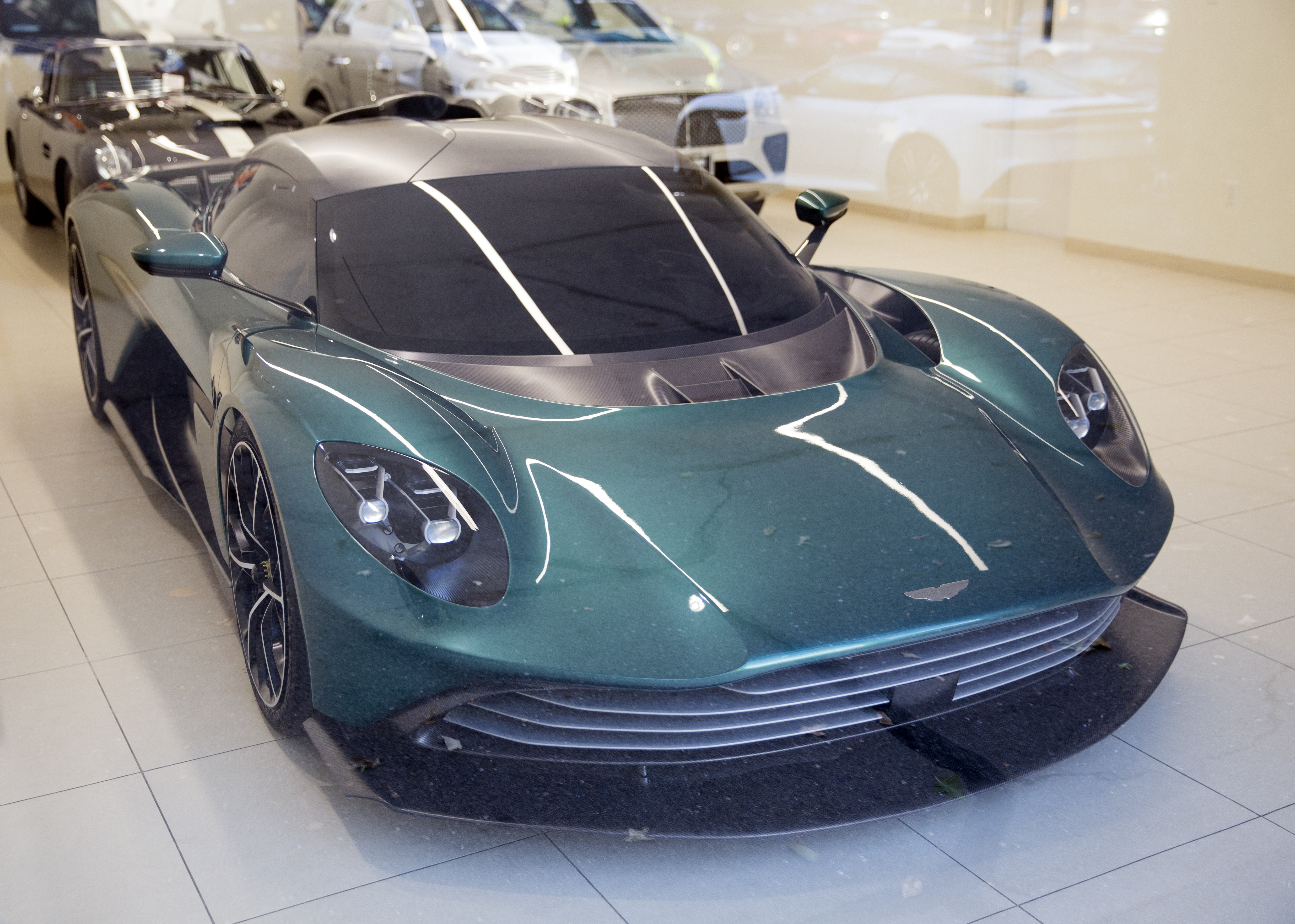
Aston Martin Valhalla

В 2007 году объём производства составил 7224 автомобиля, практически не изменившись по сравнению с 2006 годом.
Компания славится тем, что большинство моделей сделано вручную. В каждом Aston Martin имеется бронзовая табличка, на которой написано имя человека, который сделал и ответственен за конкретный экземпляр.

## История

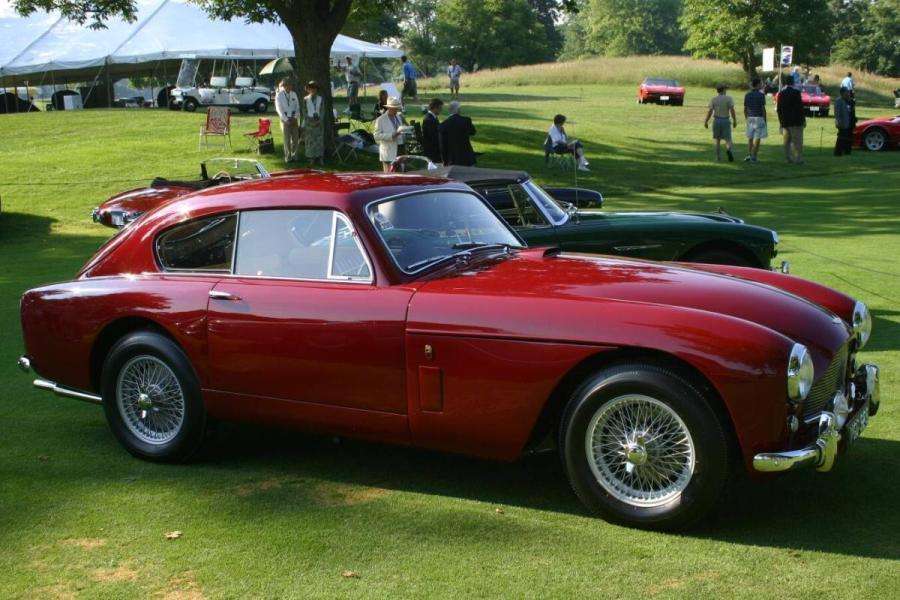
1958 Aston Martin DB Mark III

### Основание

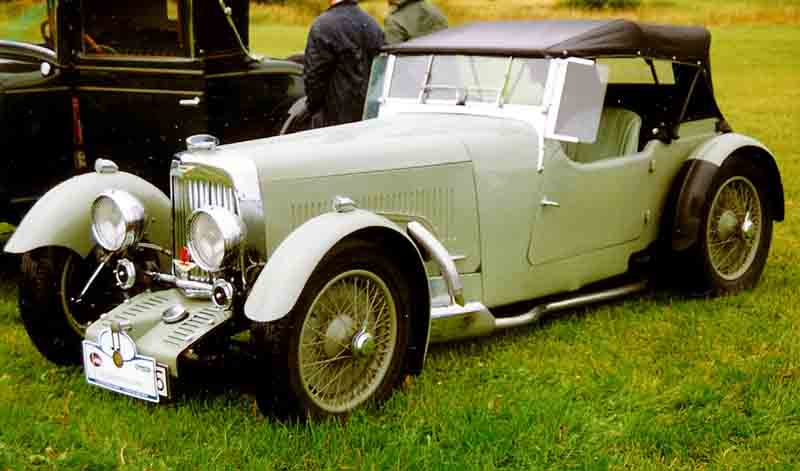
Aston Martin Mk II 1935

Компания Астон-Мартин была основана в 1913 году Лайонелом Мартином и Робертом Бэмфордом. Изначально основатели объединили свои усилия как «Бэмфорд & Мартин» (англ. Bamford & Martin). Первый автомобиль, названный Aston Martin, был произведён в марте 1915 года Мартином, который установил 1,4-литровый четырёхцилиндровый двигатель Ковентри-Симплекс (англ. Coventry-Simplex) на шасси 1908 года от «Изотта-Фраскини». Массовому производству помешала Первая мировая война. В годы войны компания выпускала не более 14 машин в год. Все машины были проданы авиакомпании Сопвич (англ. Sopwith Aviation Company).

### Между мировыми войнами
После Первой мировой войны Бэмфорд арендовал бывшие конюшни на Абингтон Роуд, где пять лет спустя появилась вторая модель Aston Martin.

### Эра Дэвида Брауна
После Второй мировой войны, в 1947 году, компанию приобрела компания Дэвид Браун Лимитед, которую возглавлял промышленник и давний фанат марки Дэвид Браун. Именно он добавил к обозначению моделей инициалы «DB». Вместе с компанией Aston Martin Дэвид Браун приобрёл компанию Lagonda. Объединённая компания стала называться Aston Martin Lagonda Limited.
Главной мечтой многих владельцев компании Aston Martin, в том числе и Дэвида Брауна, было одержать победу в одной из наиболее популярных гонок того времени — 24 часа Ле Мана. Именно Дэвиду Брауну в 1959 году удалось добиться победы.

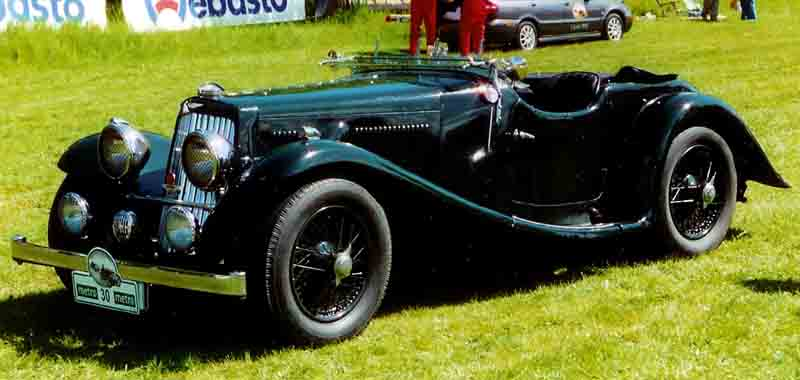
Aston Martin 2-Litre 2/4-Seater Sports 1937

### Смена владельца
Компания продолжала испытывать финансовые затруднения, и в 1972 году была продана расположенному в Бирмингеме консорциуму Кампани Девелопмент Лимитед (англ. Company Development Ltd.). В 1975 году компания была перепродана североамериканским предпринимателям Питеру Спрагъю и Джорджу Миндену. Новые владельцы оснастили завод современной линией для производства автомобилей V8 Vantage в 1977 году, заменённый Volante в 1978 и Bulldog в 1980.
Однако компания продолжала испытывать финансовые трудности. В 1987 году очередным хозяином Астон-Мартина стал американский концерн Форд, купивший 75 % акций фирмы.
В 1988 году, производя около 5000 автомобилей за 20 лет, компания, наконец, закончила производство V8, и представила Virage. В 1992 был представлен Aston Martin Vantage, и в следующем году компания обновила серию DB, объявив о запуске Aston Martin DB7.

### Эра Ford

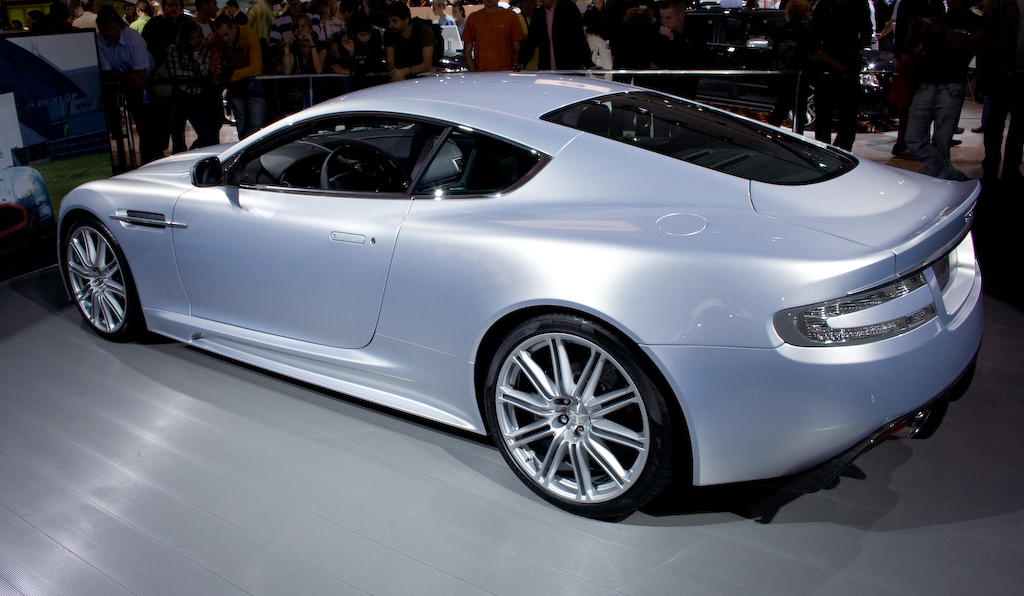
Aston Martin DBS

В 1993 года Ford получает полный контроль над компанией и передаёт её в Премьер Аутомотив Груп. В это время происходят существенные инвестиции в производственную базу. В 1994 году Ford открывает новый завод в Banbury Road в Bloxham. В 1995 году компания произвела 700 автомобилей, в 1998 был построен двухтысячный DB7, а в 2002 — шеститысячный.
На международном автосалоне в Детройте в 2003 году начала производство наследника DB7 — модели DB9 и была анонсирована ещё одна новая модель AMV8 Vantage. Также в 2003 году была открыта фабрика в Гейдоне.
В декабре 2003 года Aston Martin анонсировал возвращение в автоспорт в 2005 году. Специально для этого было создано новое подразделение англ. Aston Martin Racing, которое впоследствии было объединено с компанией Продрайв (англ. Prodrive) для реализации программы DBR9. DBR9 участвовала в автогонках в классе Гран-туризмо (GT), в том числе 24 часа Ле-Мана (в которых она и победила в 2007 и 2008 годах).

### Aston Martin Lagonda
В январе 2020 года в рамках спасения компании консорциум инвесторов во главе с канадским миллиардером Лоуренсом Строллом, ставшим председателем совета директоров, договорился о вложении 500 млн. ф. с. (182 млн вложений и 318 млн правовых обязательств) в обмен на 16,7 % акций. С 2021 года принадлежащая Строллу команда Формулы-1 «Racing Point» станет рабочей лошадкой автогиганта как минимум на 10 лет.
В конце мая 2020 года стало известно об увольнении действовавшего с 2014 года исполнительного директора Энди Палмера, которого с 1 августа заменит ранее работавший в Mercedes-AMG Тобиас Моерс. Смена руководства произошла на фоне падения рыночной стоимости компании (с 4 млрд фунтов в октябре 2018 года до 540 млн по состоянию на 22 мая 2020 года) и снижения продаж из-за эпидемии коронавируса.

## Aston Martin в искусстве
- В культовом британском сериале The Persuaders один из двух главных героев Брэтт Синклер ездит на «Aston Martin DBS/5636/R» цвета «багамский-желтый»[10].
- В 2004 году легендарная часовая мануфактура Jaeger-LeCoultre выпустила часы «AMVOX» посвященные Aston Martin. В 2005 году появился хронограф Jaeger-LeCoultre-AMVOX2[11].
- В 2012 году легендарная обувная компания John Lobb выпустила спортивную коллекцию, посвященную Aston Martin[12][13].
- В 2016 году компания Nike выпустила специальную коллекцию кроссовок «Air Jordan 17+ Cooper», отделанную крокодиловой кожей, посвященную Aston Martin[14].
- Автомобили Aston Martin стали хрестоматийными для Джеймса Бонда. В 12-ти из 25-ти фильмов бондианы Бонд ездит на Aston Martin. Самый известный из них — Aston Martin DB5 с номерами BMT216A и BTM214A[15][16][17].
- В фильме Зака Снайдера «Бэтмен против Супермена» Брюс Уэйн водит зелёный Aston Martin DB Mark III 1957 года, которую для съёмок предоставил владелец машины — сам режиссёр картины[18]. Ту же модель Джеймс Бонд водит в седьмом романе Яна Феминга «Голдфингер».

## Модели

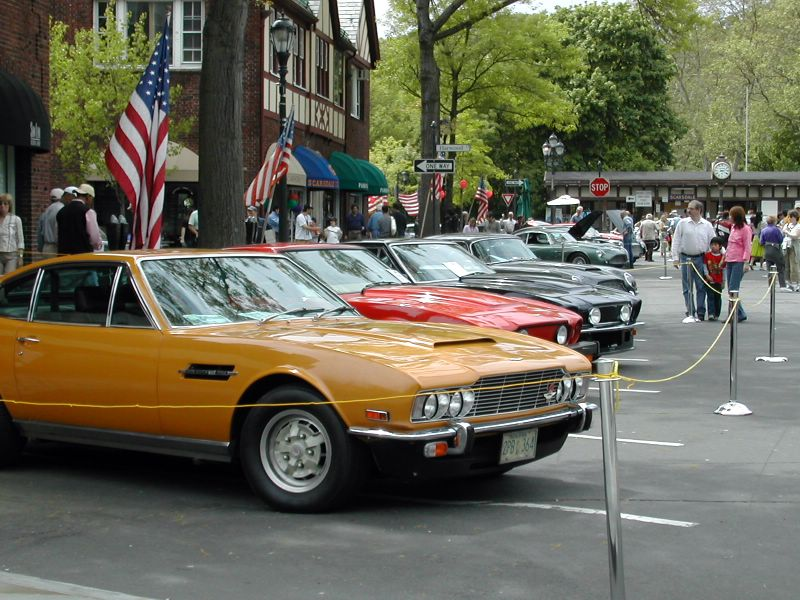
1967 — 1989 DBS и старшие V8s

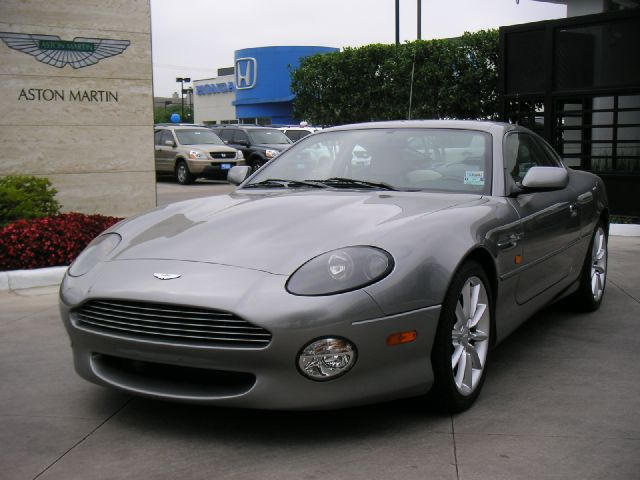
2001 Aston Martin DB7 Vantage

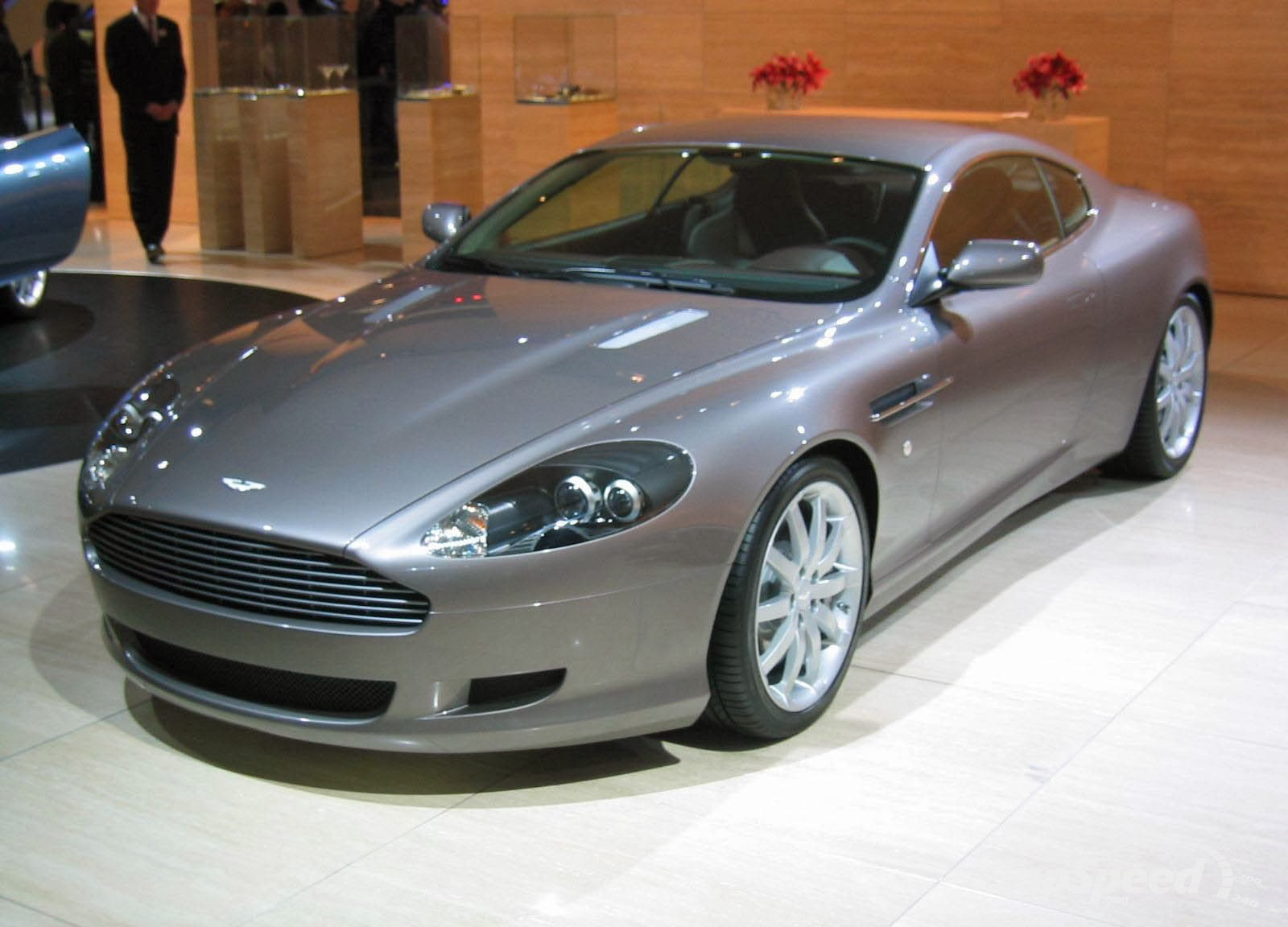
2004 Aston Martin DB9 купе

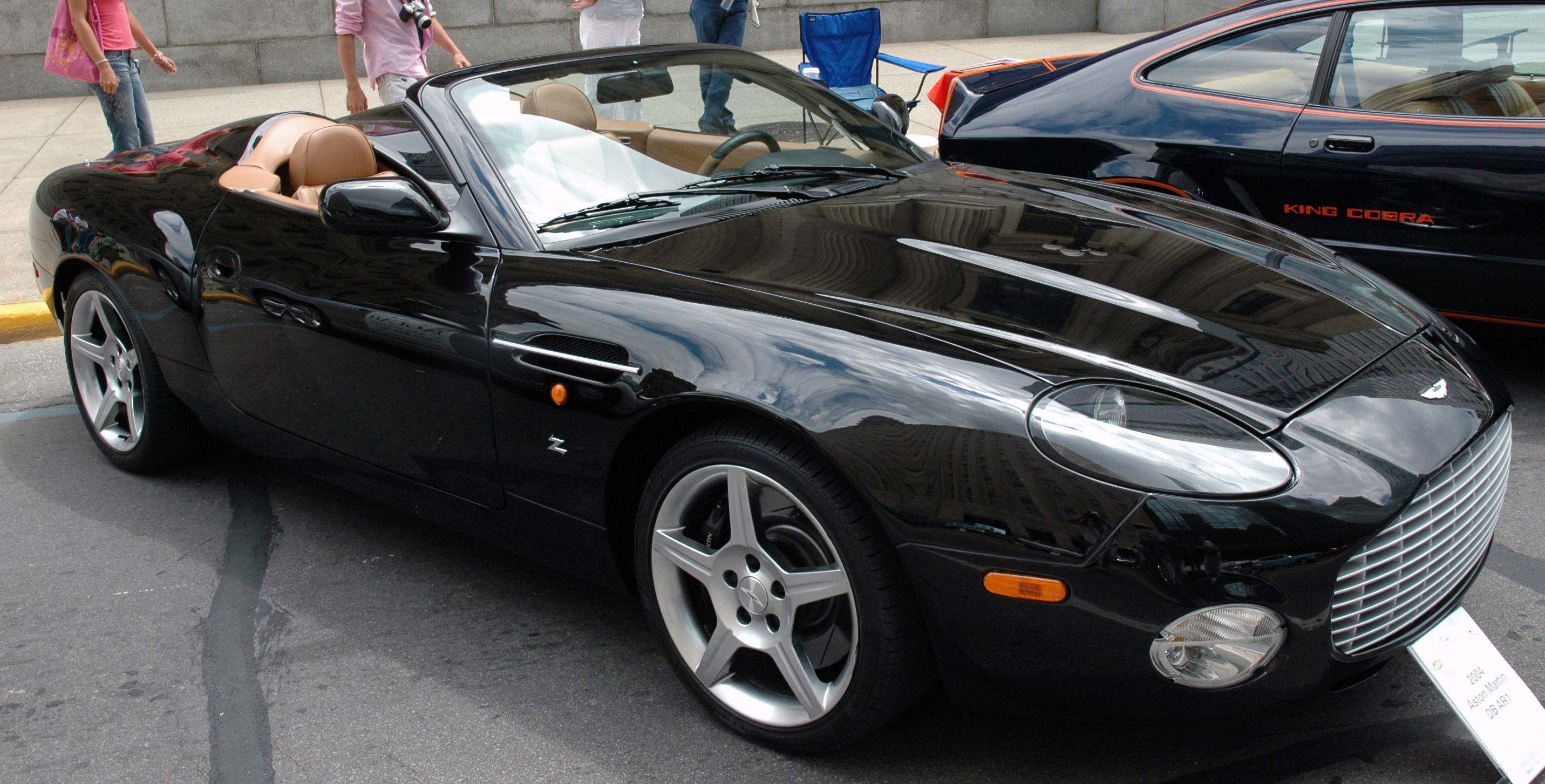
DB AR1 родстер

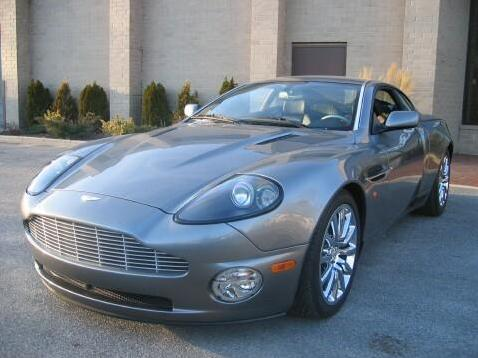
V12 Vanquish

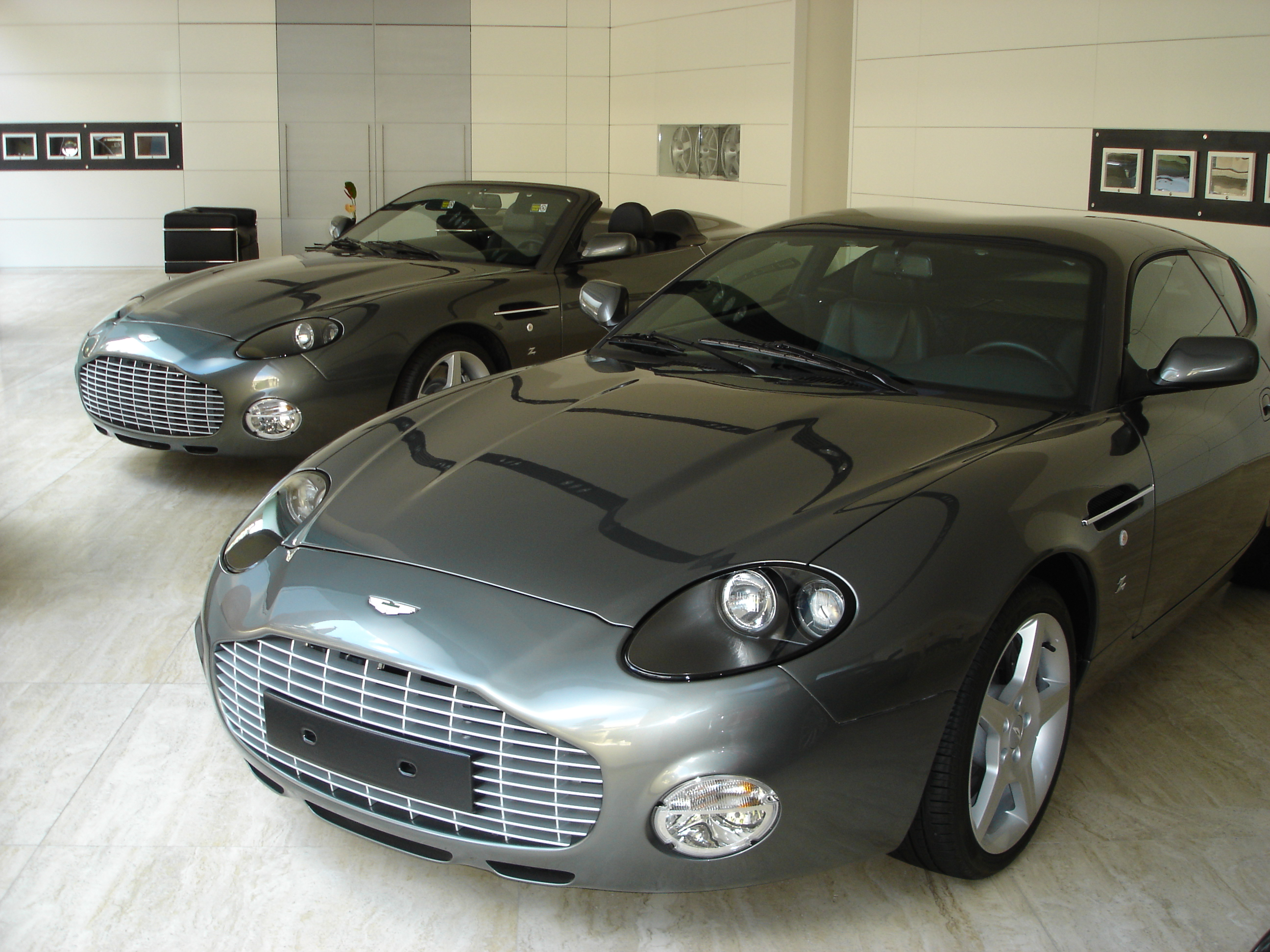
2003 DB7 Zagato (купе) и DB AR1 (родстер)

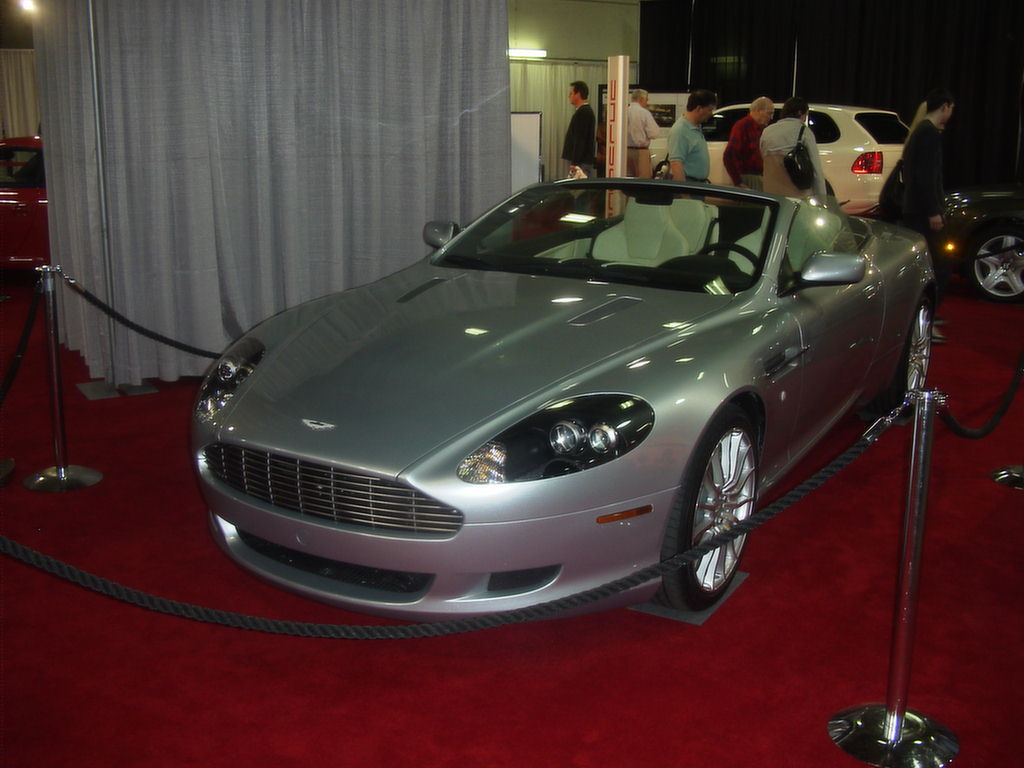
2006 Aston Martin DB9 Volante (модификация)

### Автомобили до Второй мировой войны
- 1921—1925 Aston Martin Standard Sports
- 1927—1932 Aston Martin First Series
- 1929—1932 Aston Martin International
- 1932—1932 Aston Martin International Le Mans
- 1932—1934 Aston Martin Le Mans
- 1933—1934 Aston Martin 12/50 Standard
- 1934—1936 Aston Martin Mk II
- 1934—1936 Aston Martin Ulster
- 1936—1938 Aston Martin 2 Litre Speed
- 1937—1939 Aston Martin 15/98
- 1939—1939 Aston Martin 2 Litre C-Type

### Модели после Второй мировой войны
- 1948—1950 Aston Martin 2-Litre Sports (DB1)
- 1950—1953 Aston Martin DB2
- 1953—1957 Aston Martin DB2/4
- 1957—1959 Aston Martin DB Mark III
- 1958—1963 Aston Martin DB4
- 1961—1963 Aston Martin DB4 GT Zagato
- 1963—1965 Aston Martin DB5
- 1968 Aston Martin DBS Vantage
- 1965—1969 Aston Martin DB6
- 1967—1972 Aston Martin DBS
- 1969—1989 Aston Martin V8
- 1993—2003 Aston Martin DB7
- 2002—2004 Aston Martin DB AR1
- 2004—2017 Aston Martin DB9
- 2005—2018 Aston Martin V8 Vantage
- 2007—2012 Aston Martin DBS
- 2009—2012 Aston Martin One-77
- 2010— Aston Martin Rapide
- 2011—2012 Aston Martin Virage

### Современные модели
- 2010- Aston Martin Rapide
- 2017- Aston Martin DB11
  - 2018- Aston Martin DB11 AMR
  - 2018- Aston Martin DB11 Volante
- 2018- Aston Martin Vantage
- 2018- Aston Martin DBS
- 2020- Aston Martin DBX
  - 2022- Aston Martin DBX707
- 2021- Aston Martin Valkyrie
- 2023- Aston Martin DB12
- 2023- Aston Martin Valhalla

### Суперкары
- 1977—1989 Aston Martin V8 Vantage
- 1986—1990 Aston Martin V8 Zagato
- 1989—2000 Aston Martin Virage
  - 1989—1997 Aston Martin Virage/Virage Volante
  - 1993—2000 Aston Martin Vantage
  - 1996—2000 Aston Martin V8 Coupe/V8 Volante
- 2001—2007 Aston Martin V12 Vanquish
  - 2004—2007 Aston Martin V12 Vanquish S
- 2007—2012 Aston Martin DBS/DBS Volante
- 2009—2012 Aston Martin One-77
- 2011—2012 Aston Martin V12 Zagato
- 2011—2012 Aston Martin Virage/Virage Volante
- 2012—2018 Aston Martin Vanquish
- 2018—2018 Aston Martin Vanquish Zagato
- 2018— Aston Martin DBS
- 2019— Aston Martin Valkyrie
- 2020— Aston Martin Project 003

### Другие
- 1944 Aston Martin Atom (concept)
- 1961—1964 Lagonda Rapide
- 1976—1989 Aston Martin Lagonda
- 1980 Aston Martin Bulldog (концепт-кар)
- 1993 Lagonda Vignale (концепт-кар)
- 2007 Aston Martin V12 Vantage RS (concept)
- 2007—2008 Aston Martin V8 Vantage N400
- 2008 Aston Martin Vanquish S2017 Aston Martin DB11 V12

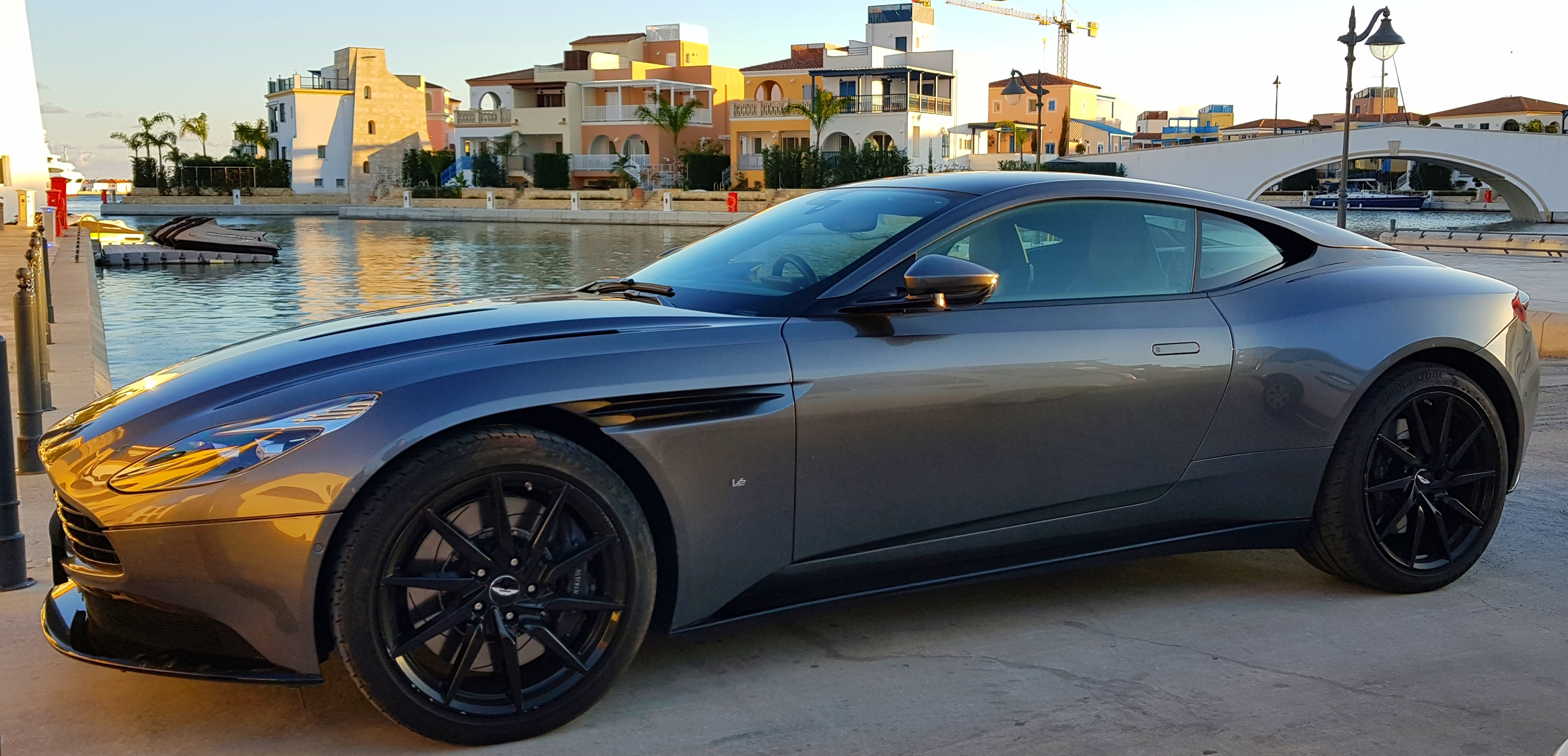
2017 Aston Martin DB11 V12

- 2009 Aston Martin Lagonda SUV (concept)
- 2010 Aston Martin V12 Vantage Carbon Black Edition
- 2010 Aston Martin DBS Carbon Black Edition
- 2018 Aston Martin DB11 AMR Signature Edition
- 2019 Aston Martin DBS Superleggera «On Her Majesty’s Secret Service DBS Superleggera Special Edition — 007 Bond Special Edition». Лимитированная версия из 50-ти автомобилей по цене 307 007 Фунтов за экземпляр с логотипом «007 OHMSS edition»[19].

### Прототипы
- Aston Martin DBS — купе, основанное на гоночных моделях DBR9/DBRS9. Было продемонстрировано в фильме Казино «Рояль»
- Aston Martin One-77
- Aston Martin AMV 10
- Aston Martin DB10[англ.] — купе, разработано и построено специально для фильма «Спектр» о приключениях Джеймса Бонда[20].

## Спортивные автомобили

### Гоночные машины
- Aston Martin DB3 (1950—1953)
- Aston Martin DB3S (1953—1956)
- Aston Martin DBR1 (1956—1959)
- Aston Martin DBR2 (1957—1958)
- Aston Martin DBR3 (1958)
- Aston Martin DBR4 (1959)
- Aston Martin DBR5 (1960)
- Aston Martin DP212 (1962)
- Aston Martin DP214 (1963)
- Aston Martin DP215 (1963)
- Aston Martin RHAM/1 (1976—1979)
- Aston Martin AMR1 (1989)
- Aston Martin AMR2 (не участвовала в гонках)
- Aston Martin DBR9 (2005—)
- Aston Martin DBRS9 (2005—)
- Aston Martin V8 Vantage Nürburgring (2006—)
- Aston Martin V8 Vantage Rally GT (2006—)
- Aston Martin DBR1-2 (2009—)
- Aston Martin AMR-One (2011—)

### Двигатели Aston Martin на машинах других фирм
- Lola T70-Aston Martin (1967)
- Nimrod C2-Aston Martin (1981—1984)
- Nimrod C3-Aston Martin (never raced)
- EMKA C83-Aston Martin (1983)
- EMKA C84-Aston Martin (1984—1985)
- Cheetah G604-Aston Martin

### Мотоциклы
В ноябре 2019 года на миланской выставке EICMA компания представила первый в своей истории мотоцикл AMB 001 со 180-сильным мотором объёмом 997 см³, разработанный совместно с Brough Superior. Планируется его малосерийный (100 экземпляров) выпуск на заводе в Тулузе.